# Nyctibora latipennis
Nyctibora latipennis es una especie de cucaracha del género Nyctibora, familia Ectobiidae. Fue descrita científicamente por Burmeister en 1838.
Habita en Surinam, Brasil y Bolivia.